# Araucaria scopulorum
Espèce
Classification phylogénétique
Statut de conservation UICN

 EN B1ab(ii,iii,iv,v)+2ab(ii,iii,iv,v) : En danger
Araucaria scopulorum est un conifère du genre Araucaria, endémique de Nouvelle-Calédonie.

## Description
- Hauteur 10 à 20 mètres[2],[3].

## Répartition
Localisé sur les pentes de la côte Est  de la Nouvelle-Calédonie entre 50 et 200 m d’altitude.
Menacé par l’exploitation des mines de Nickel et les incendies.
L’espèce ne se trouve pas dans des zones protégées.